# Nobiltà vietnamita
Durante l'Impero Annam nel Vietnam si sviluppò la nobiltà vietnamita, che venne classificata in nove ranghi, equivalenti alla controparte della nobiltà cinese. In ordine decrescente e comparati coi corrispondenti titoli europei essi erano:
- Vuong (re, o principe)
- Quoc-Cong (letteralmente "duca nazionale")
- Quan-Cong (letteralmente "duca di una contea")
- Cong (duca)
- Hau (marchese)
- Ba (conte)
- Tu (visconte)
- Nam (barone)
- Vinh phong (qualcosa di comparabile al titolo di baronetto inglese).